# Hemisobium horvathi
Hemisobium horvathi är en insektsart som först beskrevs av Melichar 1906.  Hemisobium horvathi ingår i släktet Hemisobium och familjen sköldstritar. Inga underarter finns listade i Catalogue of Life.